# 검사계획
검사 계획(test plan)은 기계나 소프트웨어와 같은 시스템을 테스트하기 위해 체계적인 접근법을 상세히 기록한 문서이다. 정보시스템 분야에서는 검사(단위검사, 시스템 검사, 인수검사)를 위한 모든 준비를 포함한다. 검사계획을 세울 때는 반드시 다양한 검사 조건, 각 검사 조건에서 요구사항, 예상되는 결과를 포함해야 한다. 검사계획은 최종사용자와 정보시스템 전문가의 의견을 반영해야 한다.